# Casey (Illinois)
Casey is een plaats (city) in de Amerikaanse staat Illinois, en valt bestuurlijk gezien onder Clark County en Cumberland County.

## Demografie
Bij de volkstelling in 2000 werd het aantal inwoners vastgesteld op 2942.
In 2006 is het aantal inwoners door het United States Census Bureau geschat op 2949, een stijging van 7 (0,2%).

## Geografie
Volgens het United States Census Bureau beslaat de plaats een oppervlakte van
5,5 km², geheel bestaande uit land. Casey ligt op ongeveer 194 m boven zeeniveau.

## Plaatsen in de nabije omgeving
De onderstaande figuur toont nabijgelegen plaatsen in een straal van 24 km rond Casey.